# Terralies
Terralies est un salon de l'agriculture organisé chaque année dans les Côtes-d'Armor (22), au Parc des expositions de Brézillet (Agglomération de Saint-Brieuc), le dernier week-end du mois de mai. 
Ce salon s'adresse à la fois aux professionnels, aux familles et aux scolaires.

## Historique
À l'origine l'évènement était une foire agricole connue sous le nom de concours départemental, qui se déroulait à Saint-Brieuc depuis 1920, puis à Guingamp de 1975 à 2000. L'édition de 2001 fut annulée pour cause de fièvre aphteuse. Une réflexion fut engagée et en 2002 le salon fit son retour à Saint-Brieuc pour toucher un public plus citadin. C'est ainsi que Terralies est devenu un lieu de découverte du monde agricole ouvert à tous et traitant de divers sujets d'actualité.

## Composition
Le salon s'étend sur une surface d'environ 50 000 m2 et accueille plus de 500 animaux. Divers stands et animations sont mis en place pour chacune des éditions, à travers différents pôles :

### Pôle Professionnel
Point de rendez-vous des professionnels, il favorise et stimule les échanges commerciaux et les rencontres. Il regroupe le concours bovins , les organismes professionnels agricoles et informe des nouveautés. 

### Pôle Découverte
Découverte et Pédagogie sont au rendez-vous de ce pôle remportant un franc succès[réf. souhaitée], grâce à l'omniprésence des animaux. De nombreuses animations sont proposés (voir également la tonte des moutons ) et aujourd'hui, davantage de thèmes sont abordés : la biodiversité (2016).

### Pôle Alimentaire
L'alimentation sous toutes ses facettes : promotion de produits de qualité et dégustation. De nombreuses entreprises, artisans et producteurs sont présents pour mettre en avant leur savoir faire. Des animations culinaires seront également proposées. C'est également là que se déroule le concours régional des de bières, auquel participe l'ensemble des producteurs Bretons. 

## Édition 2010
C'est à cette occasion qu'apparaît le nouveau slogan « L'Agriculture fait son show » et le nouveau visuel du salon exprimant une année de changement et de nouveauté. Avec des stands supplémentaires comme l'espace consacré à l'horticulture, au bois et forêt mais aussi une animation comme le défilé de mode  (avec la présence de Miss Bretagne 2009) et le concours international d'alpagas. 

## Édition 2011
Terralies avait 10 ans ! Lors de cette édition, l'apparition de nombreuses nouveautés telles que l'Agriculture Écologiquement Intensive  comme sujet d'actualité, des expositions photographiques sur le thème de l'agriculture, ainsi que le pôle Mer avec de nombreuses animations permettent au salon de réunir près de 30 000 participants (chiffre record depuis la création de Terralies)

## Edition 2014
Depuis cette édition, le visuel a été revu : pour devenir plus moderne. Un nouveau slogan a été lancé : TERRALIES "Découvrez l'agriculture d'aujourd'hui". Une phase de reprofessionnalisation du salon a également été mise en place pour faire venir (ou revenir) l'ensemble des partenaires du monde agricole. 
Une nouveauté : la présence de Karine LE MARCHAND le samedi faisant venir plus de 4000 visiteurs supplémentaires.

## Edition 2015
Terralies a accueilli le concours National de la race Normande (vache laitière), plus de 200 bovins supplémentaires ont donc été accueilli au Parc Expo.
Une nouveauté : le prix de l'entrée a baissé de 7 € à 5 € afin d'attirer toujours plus de monde (gratuit pour les moins de 15 ans, handicapés, étudiants et demandeurs d'emplois (sur justificatif))